# Dietrich Martin Luther
Dietrich Martin Luther (* 8. Julijul. / 19. Juli 1772greg. in Reval, Gouvernement Estland; † 12. Novemberjul. / 24. November 1861greg. Tallinn) war ein deutschbaltischer Kaufmann, Notar, Verleger und Journalist.

## Leben und Journalismus
Luther wurde als Sohn des schlesisch-estländischen Unternehmers Georg Christian Luther (1717–1800) in Reval im russländischen Gouvernement Estland geboren. Einer seiner Brüder war der Kaufmann Christian Wilhelm Luther sen. (1774–1841), der die Firma des Vaters fortführte und zu einem der führenden Unternehmen im Estland der damaligen Zeit ausbaute.
Von 1807 bis 1852 gab Luther in Reval die deutschsprachige Zeitung Revalsche Wöchentliche Nachrichten heraus, die 1772 gegründet worden war. Bis zu seinem Lebensende blieb er als Zeitungsredakteur aktiv. Er war Ältermann der Großen Gilde in Reval.

## Privatleben
Dietrich Martin Luther war mit Marianne Johanna Luther, geb. Hörschelmann, (1789–1847) verheiratet. Sie stammte aus einer bekannten Gelehrten- und Theologenfamilie. Luthers Schwiegervater war der Tallinner Professor Ernst August Wilhelm Hörschelmann (1743–1795), der von 1772 bis zu seinem Tod Redakteur der Revalischen Wöchentlichen Nachrichten war.
Dietrich Martin Luther und seine Ehefrau hatten sechs Söhne und fünf Töchter, von denen die meisten Einfluss auf die Geistesgeschichte Estlands im 19. Jahrhundert ausübten:
- Friederike Amalie Luther (1807–1837) heiratete ihren Cousin, den Theologen Johann Christian Luther (1804–1853)
- Antoinette Natalie Luther heiratete den Pfarrer Otto August Leopold Hörschelmann (1800–1884)
- August Dietrich Luther wurde Kaufmann
- Theodor Dietrich Witgenstein Luther (1812–1869) schlug eine theologische Laufbahn ein
- Karl Dietrich Luther (1814–1890) wurde Arzt
- Robert Johann Dietrich Luther (1816–1888) wurde Pfarrer.
- Charlotte Marie Wilhelmine heiratete nach dem Tod ihrer Schwester Antoinette Natalie deren Witwer Otto August Leopold Hörschelmann (1800–1884)
- Wilhelm Dietrich Ferdinand Luther wurde Unternehmer
- Marianne Luise Karoline (1823–1903) heiratete den Pastor Carl Eduard Hasselblatt (1820–1889)
- Alexander Eduard Dietrich Luther wurde Jurist
- Pauline Adele Luther heiratete den Theologen Carl Theodor Knüpffer (1823–1871)